# Exobasidium yoshinagai
Exobasidium yoshinagai är en svampart som beskrevs av Henn. 1902. Exobasidium yoshinagai ingår i släktet Exobasidium och familjen Exobasidiaceae.   Inga underarter finns listade i Catalogue of Life.